# 카에르 엔 텐타시온
《카에르 엔 텐타시온》(스페인어: Caer en tentación)은 2017년 방영된 멕시코의 텔레노벨라이다.